# Пауль Ріцці
Пауль Ріцці (найвідоміший як Paulus Ricius; також Paul Ritz, Rici, Ricci, Paulus Ricius; бл. 1480, Тренто — 1541, Інсбрук) — німецький письменник, філософ, кабаліст єврейського походження. Доктор медицини, професор університету Павії.

## Життєпис
Ріцці народився в єврейській родині в Тренті. Перейшов з юдаїзму на християнство в 1505 році, взявши прізвище свого хрещеного батька Стефано Річчі. Як доктор медицини та професор філософії в університеті Павії, був персональним лікарем імператора Максиміліана I 1514 року, а також вихователем і радником ерцгерцога Фердинанда (який згодом став імператором Фердинандом I). 1530 року отримав дворянський титул.
Сприймав кабалу як алегоричне тлумачення Біблії, цим самим намагаючись довести євреям правдивість християнських Євангелій.
Одною з найвідоміших його робіт вважають «De Porta Lucis R. Josephi Gecatilia» (Аугсбург, 1516), яка є вільним перекладом частини кабалістичного твору «Шааре Ора» Джозефа Гікатілли.
Найважливішою з інших його праць є «De Cælesti Agricultura», велика релігійно-філософська праця з чотирьох частин, присвячена імператору Карлу V і його братові Фердинанду (Аугсбург, 1541; 2-е видання, Базель, 1597). Його інша робота «Opuscula Varia», яка містить трактат про 613 заповідей, релігійно-філософська та суперечлива робота, що має на меті продемонструвати євреям істини християнства, і вступ до Кабали з подальшим зведенням її правил та догм, пройшла чотири видання.
Окрім цих творів, Ріцці написав ще близько десяти, всі латиною, на різні релігійні, філософські та кабалістичні теми, які були видані в Аугсбургу у 1546 році окремим виданням і були передруковані в Базелі 1597 року.